# 388 (numero)
Trecentottantotto (388) è il numero naturale dopo il 387 e prima del 389.

## Proprietà matematiche
- È un numero pari.
- È un numero composto con 12 divisori: 1, 2, 4, 97, 194, 388. Poiché la somma dei divisori (escluso il numero stesso) è 298 < 388, è un numero difettivo.
- È un numero palindromo nel sistema di numerazione posizionale a base 11 (323).
- È parte delle terne pitagoriche (260, 288, 388), (291, 388, 485), (388, 9405, 9413), (388, 18816, 18820), (388, 37635, 37637).

## Astronomia
- 388P/Gibbs è una cometa periodica del sistema solare.
- 388 Charybdis è un asteroide della fascia principale del sistema solare.

## Astronautica
- Cosmos 388 è un satellite artificiale russo.